# Kurt Bloch (Ökonom)
Kurt Bloch (geboren 18. November 1900 in Berlin; gestorben 18. Januar 1976 in New York City) war ein deutschamerikanischer Wirtschaftsjournalist.

## Leben
Kurt Bloch war Sohn des Berliner Arztes Martin Bloch und der Lehrerin Elsa Rothmann, er hatte fünf Geschwister, die Schwester Ilse wurde aus den besetzten Niederlanden ins Ghetto Theresienstadt deportiert und überlebte die Haft, die anderen entkamen durch rechtzeitige Flucht der deutschen Judenverfolgung.
Bloch studierte ab 1919 Nationalökonomie und Geschichte an der Berliner Universität und wurde 1922 an der Universität Frankfurt am Main mit der Dissertation Geschichte der Commission du Luxembourg über die Französische Februarrevolution 1848 promoviert. 1924 ging er für ein Jahr als Austauschstudent an die Johns Hopkins University. 1925 bis 1927 arbeitete er an der „Forschungsstelle für Wirtschaftspolitik“ des Allgemeinen Deutschen Gewerkschaftsbundes (ADGB), danach beim „Ausschuß zur Untersuchung der Erzeugungs- und Absatzbedingungen der deutschen Wirtschaft“ (Enquête-Ausschuß), ab 1929 als Referent bei der Preußischen Zentralgenossenschaftskasse. Daneben war er freiberuflicher Wirtschaftsjournalist und schrieb von 1925 bis 1931 als Mitherausgeber für das Magazin der Wirtschaft. 1932 veröffentlichte er grundsätzliche Überlegungen zum Stellenwert der Sozialpolitik. Seit 1927 war er mit der Ökonomin Paulina Sachs verheiratet.
Nach der Machtübergabe an die Nationalsozialisten floh Bloch mit Frau und Kind im März 1933 nach England und ging von dort nach Shanghai, wo er im Auftrag des Völkerbundes eine Stelle als Wirtschaftsberater der Chinesischen Regierung antrat. Im November 1937 zog er weiter nach New York, um am Institute of Pacific Relations zu arbeiten. Parallel dazu arbeitete er von 1940 bis 1942 im Office of Price Administration.
Bloch ging 1941 in die Redaktion von Fortune und wechselte 1950 als Redakteur und Mitherausgeber zur Wirtschaftszeitung Barron's National Financial Weekly.

## Schriften (Auswahl)
- Zur Soziologie der modernen Revolutionen, in: Robert Wilbrandt, Adolf Löwe, Gottfried Salomon (Hrsg.): Wirtschaft und Gesellschaft : Beiträge zur Oekonomik und Soziologie der Gegenwart; Festschrift für Franz Oppenheimer zu seinem 60. Geburtstag. Frankfurt a. M. : Societäts-Dr., 1924, S. 385–397
- Geschichte der Commission du Luxembourg: Ein Beitrag zur Geschichte der französischen Februarrevolution. Frankfurt, Univ., Diss., 1925
- Soziologie des Wissens, in: Schmollers Jahrbuch, 1926, S. 97–114
- Zur Verteilung der Reparationsersparnis, in: Die Arbeit : Zeitschrift für Gewerkschaftspolitik und Wirtschaftskunde, 1929, H. 7, S. 405–411
- Über den Standort der Sozialpolitik: Studien zur Theorie der Sozialpolitik. München, Univ., Diss., 1932
- M. J. Bonn, Kurt Bloch: Das Problem der Anpassung der landwirtschaftlichen Erzeugung an den Bedarf, in: Deutsche Agrarpolitik im Rahmen der inneren und äußeren Wirtschaftspolitik, Berlin, 1932, S. 206–217
- German interests and policies in the Far East. New York, 1940